# 沈顗
沈顗（5世紀—505年），字處默，吳興武康人，南北朝南齊、南梁士人。
沈顗是東晉車騎將軍、吳國內史沈充的後裔，他年幼清靜有品性，仰慕黃憲、徐稚的為人，讀書不為分析，寫作不求奢華。他經常獨處，別人很難看到他的容貌。沈顗的從叔沈勃在劉宋時期顯貴，每次回到吳興都聚集大量賓客，沈顗卻沒有來。沈勃來訪，他迎接送別不越過不越於門檻，沈勃歎息：「我現在知道貴不如賤了。」不久朝廷徵任他為南郡王蕭昭業的左常侍，不就任。沈顗的操行很好，對母親孝順、兄弟友愛；兄長沈昂（或沈顒）崇尚淡泊，因為家貧才任職始安縣令，沈顗陪同赴任，不能分離，家鄉的人很羨慕他們；永明三年（485年）徵任著作郎、建武二年（495年）徵任太子舍人，他都不赴任。文惠太子曾擬作古詩：「磊磊落落玉山崩。」他聽說後道：「這是讖言啊。」太子逝世，同年秋天齊武帝駕崩，鬱林王、海陵王相繼被廢，應驗了說話。永元二年（500年）再徵召他擔任通直郎，亦不赴任；沈顗不整理家產，齊朝末年兵荒，他與家人不能天天得進食，有人送給他梁朝的肉者，他關門不接受；他只是打柴賺錢，自得其樂。
南梁天監四年（505年），朝廷北伐徵用民丁，吳興太守柳惲在武康縣令樂藏要求下命令沈顗從軍，揚州別駕陸任寫信斥責柳惲，柳惲十分慚愧，送沈顗禮物遣返，同年他在家去世，寫下文章數十篇。

## 家族
- 六世祖東晉車騎將軍、吳國內史沈充[2]
- 五世祖東晉揚武將軍、冠軍長史沈勁[2]
- 高祖父東晉廷尉卿沈赤黔[1][2]
- 曾祖父東晉建威將軍、益州刺史沈叔任[2]
- 祖父不詳
- 父親南齊都官郎沈坦之[1][2]

## 引用
1. 1 2 3 4  《梁書·卷五十一·列傳第四十五》：沈顗字處默，吳興武康人也。父坦之，齊都官郎。顗幼清靜有至行，慕黃叔度、徐孺子之爲人。讀書不爲章句，著述不尚浮華。常獨處一室，人罕見其面。顗從叔勃，貴顯齊世，每還吳興，賓客填咽，顗不至其門。勃就之，顗送迎不越於閫。勃歎息曰：「吾乃今知貴不如賤。」
2. 1 2 3 4 5 6 7  《南史·卷三十六·列傳第二十六》：沈演之字台真，吳興武康人也。高祖充……曾祖勁……祖赤黔，廷尉卿。父叔任…………演之兄子坦之，仕齊位都官郎。坦之子顗。顗字處默，幼清靜有至行，慕黃叔度、徐孺子之為人，讀書不為章句，著述不尚浮華。常獨處一室，人罕見其面。從叔勃貴顯，每還吳興，賓客填咽，顗不至其門。勃就之，顗送迎不越閫。勃歎曰：「吾乃今知貴不如賤也。」
3. ↑  《梁書·卷五十一·列傳第四十五》：俄徵爲南郡王左常侍，不就。顗內行甚脩，事母兄弟孝友，爲鄉里所稱慕。永明三年，徵著作郎；建武二年，徵太子舍人，俱不赴。永元二年，又徵通直郎，亦不赴。顗素不治家產，值齊末兵荒，與家人幷日而食。或有饋其梁肉者，閉門不受。唯以樵采自資，怡怡然恒不改其樂。
4. ↑  《南史·卷三十六·列傳第二十六》：顗內行甚修，事母兄孝友。兄昂一名顒，亦退素，以家貧仕為始安令。兄弟不能分離，相隨之任。齊永明年中，徵拜著作郎、太子舍人、通直郎，並不起。文惠太子嘗擬古詩云：「磊磊落落玉山崩。」顗聞之曰：「此讖言也。」既而太子薨，至秋，武帝崩，郁林、海陵相次黜辱。顗素不事家產，及昂卒，逢齊末兵荒，與家人並日而食。或有饋其粱肉者，閉門不受，唯采蓴荇根供食，以樵采自資，怡怡然恒不改其樂。
5. ↑  《梁書·卷五十一·列傳第四十五》：天監四年，大舉北伐，訂民丁。吳興太守柳惲以顗從役，揚州別駕陸任以書責之，惲大慚，厚禮而遣之。其年卒於家。所著文章數十篇。
6. ↑  《南史·卷三十六·列傳第二十六》：梁天監四年，大舉北侵，南陽樂藏為武康令，以顗從役到建鄴，揚州別駕陸任以書與吳興太守柳惲，責之不能甄善別賢。惲大慚，即表停之。卒家，所著文章數十篇。

## 延伸阅读
[在维基数据编辑]
 《梁書·卷51》，出自姚思廉《梁書》